# A445-ös autópálya (Németország)
Az A445-ös autópálya (németül: Bundesautobahn 445) egy autópálya Németországban. Hossza 22 km.